# 天津中西女子中学
天津中西女子中学，由美以美会于1909年创办，初设校址位于天津法租界海大道马家渡口，1915年迁至中国地界的南门外大街。
1927年，天津中西女子中学与天津市汇文中学联合办学。1942年，该校与究真中学合并，改称“天津市女二中”。此后因校舍调整，又与仰山女子中学合并。抗日战争胜利后复校，恢复“中西女子中学”原名。1952年更名为“五四女子中学”，1957年改为“天津市第六女子中学”，1966年定名为“天津市长征中学”。

## 校友
- 杨苡，翻译家[2]。